# Queso Monje Picón

Ubicación del concejo de Peñamellera Baja en Asturias

El queso Monje Picón es una variedad de  queso azul del queso Monje elaborado en el Principado de Asturias.

## Elaboración
Este queso se elabora con leche cruda de vaca. Se le añade fermentos y cuajo y se pone a 35 °C, pasados cuarenta minutos la cuajada resultante se corta en trozos pequeños del tamaño de un garbanzo. Se amasa la pasta resultante, se le quita el suero y se coloca en moldes. Se sala por el exterior del queso y se deja madurar a elevada humedad ambiente durante tres meses como mínimo.

## Características
Es un queso de los de tipo azul, de forma cilíndrica. El interior es cremoso con zonas azules típicas de este tipo de quesos y la corteza es semidura como la del queso cabrales.

## Zona de elaboración
Este queso se elabora la localidad de Panes, en el concejo asturiano de Peñamellera Baja, por la queserería de Manuel Monje Torre.